# 佐伯市立楠本小学校
佐伯市立楠本小学校（さいきしりつくすもとしょうがっこう）は、かつて大分県佐伯市蒲江にあった公立小学校である。

## 概要
2017年（平成29年）4月1日に旧蒲江町の6小学校・1分校を統合して佐伯市立蒲江翔南小学校が開校することに伴い、3月31日を以て閉校した。卒業生の総数は1,685人。

## 沿革
- 1874年（明治7年）5月 - 臨光庵を校舎として開校。
- 1887年（明治20年）4月 - 楠本簡易学校に改称。
- 1892年（明治25年）10月 - 小学校令により楠本尋常小学校に改称。
- 1899年（明治32年）9月 - 新校舎落成。
- 1904年（明治37年）5月 - 裁縫科を仮設。
- 1932年（昭和7年）4月 - 入津尋常高等小学校（佐伯市立上入津小学校の前身）と合併し、その分校となる。
- 1950年（昭和25年）4月 - 独立して、上入津村立楠本小学校となる。
- 1955年（昭和30年）4月 - 町村合併に伴い、蒲江町立楠本小学校に改称。
- 1959年（昭和34年）3月 - 新校舎落成。
- 1964年（昭和39年）7月 - 開校90周年記念式挙行。校歌制定。
- 1974年（昭和49年）10月 - 100周年記念式挙行。
- 1980年（昭和55年）8月 - プール落成。
- 1984年（昭和59年）3月 - 鉄筋コンクリート2階建新校舎落成。
- 1993年（平成5年）4月 - 体育館落成。
- 2005年（平成17年）3月 - 市町村合併に伴い、佐伯市立楠本小学校に改称[2]。
- 2017年（平成29年）2月19日 - 閉校式挙行[1]。
- 2017年（平成29年）3月31日 - 閉校。